# Castell de Cabrera (Noguera)
El castell de Cabrera  és un castell del municipi de Vilanova de Meià (Noguera) declarat bé cultural d'interès nacional.
És situat al solà de la vall de Peralba, als contraforts meridionals del Montsec de Rúbies, entre el torrent de Sant Pere i la capçalera del barranc de Cabrera. També és anomenat Torre d'en Lluc.

## Història
És documentat a partir de l'any 1051, quan Arnau Mir de Tost vengué a Guitard Guillem de Meià el puig de Munnar, situat al comtat d'Urgell, a l'apèndix del castell d'Orenga. El castell d'Orenga ja havia d'estar en possessió de la família Meià, i amb aquesta compra només degueren ampliar els seus dominis al terme, ja que l'església de Cabrera formà part de la dotació del monestir de Santa Maria de Meià, feta per Guillem de Meià en una data indeterminada, però abans de l'any 1040. Tanmateix, el domini sobre el castell no es confirmà fins a l'any 1193, quan Guillem de Meià fa el seu testament en el qual llega a la seva germana Ermengarda i espòs, Gombau d'Oruja el castell de Cabrera que, si morien sense hereu, passaria al seu nebot Ramon de Cervera, com succeí.
El castell romangué en poder de la família Cervera-Meià fins al darrer membre, Dolça de Cervera que el 1311 el donà, juntament amb els altres castells de la família, al seu fill Pere II d'Ayerbe el qual l'any següent permutà al rei Jaume II tots els seus béns situats a Catalunya per diversos castells d'Aragó. Tot seguit, el rei els incorporà a la corona. L'any 1314 el rei Jaume II empenyorà als marmessors del comte d'Urgell diversos castells per la compra que els havia fet del comtat d'Urgell, per la qual cosa cridà diversos feudataris dels castells empenyorats, entre els quals es trobava Guillem de Saorre, pel feu que tenia del rei al castell de Cabrera. Guillem de Saorre feu donació al monestir de Santa Maria de Meià de la vila i castell de Cabrera, llegat que fou confirmat el 1314. Aquesta possessió fou discutida per Bernat de Puimanyons, castlà de Peralba que pretenia tenir-hi drets. El 1317, el jutge sentencià a favor del monestir.
En pertànyer a Santa Maria de Meià, el castell no fou inclòs en el marquesat de Camarasa i no seguí les mateixes vicissituds dels castells de la conca de Meià que foren vinculats al dit marquesat. fins que l'any 1426 el rei Alfons IV vengué diversos castells i jurisdiccions entre les quals hi havia el de Cabrera,
A mitjan segle xvii, l'historiador Roig i Jalpí (1524-1691) afirmà que el prior de Meià tenia tota la jurisdicció de la parròquia de Cabrera. Degut a la despoblació, el terme s'uní a Peralba. Cabrera continuà sota el domini del monestir fins a l'extinció de les senyories jurisdiccionals.

## Arquitectura
Té forma de torre de planta lleugerament trapezoïdal. A l'interior, els murs fan: est 4,1 m, sud 6,2 m, 0est 3,5 m i nord 5,6 m. Els gruix de les parets és d'uns 80 cm. La seva alçada correspon actualment a dos nivells, la planta baixa i un pis superior. Les parets són fetes amb un aparell molt irregular; les pedres són de mides molt diverses, poc o gens treballades i disposades en filades. Alguns dels carreus estan posats verticalment imitant un «opus spicatum».
A la façana oest, a peu pla, s'obre la porta, acabada en un arc de mig punt format per dotze dovelles de pedra tosca. Hi ha diverses espitlleres, al nivell inferior i al principal. Es pot considerar que correspon al tipus de castell de la baixa edat mitjana, comparable més aviat amb les cases fortes de la comarca, més que no pas altres castells. Té moltes similituds amb la casa forta de Vallfarines o la de Santacreu. El castell de Cabrera es pot datar al segle xii o XIII.